# 刘荣 (广宁伯)
劉榮（1360年—1420年），河南江北等處行中書省歸德府邳州宿遷縣（今江蘇省宿遷縣）人，明朝軍事將領。廣寧伯。

## 生平
劉榮早年冒父名“劉江”，跟從魏國公徐達征戰灰山、黑松林，后擔任總旗，給事燕邸，被朱棣重用，并授密雲衛百戶，在靖難之役跟隨朱棣起兵，任前鋒。之後與朱榮帥精兵夜襲中央軍於滑口，斬數千人，獲馬三千，擒都指揮唐禮等。累授至都指揮僉事。之後在滹沱河大勝，并攻佔館陶、曹州，在平村擊敗平安部隊。當時楊文派遼東兵圍永平，劉榮率部救援，并獲勝，升任都指揮使，并參與淝河之戰。后違抗朱棣命令不帶兵阻斷中央軍餉道，朱棣大怒，欲殺他，被諸將勸止。之後渡江獲勝，但因此罪不封侯，僅授都督僉事。后升任中軍都督府右都督。
永樂八年，跟從朱棣北征，以遊擊將軍督前哨。并在斡難河擊敗蒙古軍，之後再靖虜鎮再敗阿魯臺，大軍撤退時殿後，升軍中進左都督，遣鎮遼東。永樂十二年，再次跟從北征，并任前鋒，充總兵官，鎮遼東。期間設伏襲擊海上倭寇，捉殺千與人，自此倭寇不再騷擾遼東。后封廣寧伯，祿千二百石，予世券，始更名榮。永樂十八年去世。贈侯, 謚忠武。

## 後事
其子劉湍嗣爵，死後無子，其弟劉安嗣伯，京師保衛戰中有功，爵位傳至明末。